# Норманн, Вильгельм
Вильгельм Норман (16 января 1870, Петерсхаген, Северный Рейн-Вестфалия — 1 мая 1939, Хемниц, Саксония) — немецкий химик, который разработал гидрирование жиров в 1901 году, создав то, что позже стало известно как транс-жиры. Это изобретение, защищенное немецким патентом 141 029 в 1902 году, оказало глубокое влияние на производство маргарина и растительных жиров.

## Детство и образование
Его отец, Джулиус Норманн, был директором начальной школы в Петерсхаген. Его матерью была Луиза Норманн, в девичестве Сивеке.
Норманн учился в начальной школе с 31 марта 1877 года, затем учился в гимназии Фридрихса в Херфорде. После того, как его отец устроился учителем в муниципальную среднюю школу в Кройцнах Вильгельм перешёл в Королевскую среднюю школу в Кройцнахе.

## Личная жизнь
Норманн женился на Марте Уфлербоймер 12 сентября 1916 года.
1 января 1939 года Норманн вышел на пенсию и умер 1 мая 1939 года после болезни в больнице Кюхвальд в Хемнице. Он был погребен 5 мая 1939 года в семейной могиле на старом кладбище на Херманнштрассе в Херфорде.

## Карьера и профессиональная деятельность
Норманн начал работать на маслозаводе по производству машинных масел Leprince & Siveke в Херфорде с 1888 года. Основателем этой компании был его дядя Вильгельм Сивеке. После запуска филиала компании в Гамбурге в течение двух лет он начал изучать химию в лаборатории профессора Карла Ремигиуса Фрезениуса в Висбадене. С апреля 1892 года Норманн продолжил учёбу на факультете нефтяной аналитики в Берлинском технологическом институте под руководством профессора Д. Холде. С 1895 года по 1900 год он изучал химию под руководством профессора Клауса и профессора Вилльгерода и геологию под руководством профессора Клауса. Там он получил докторскую степень в 1900 году с работой о Beiträge zur Kenntnis der Reaktion zwischen unterchlorigsauren Salzen und Primären aromatischen Aminen (Вклад в изучение реакций гипохлорит соли и первичные ароматические амины).
В 1901 году Норманн был назначен корреспондентом Федерального геологического института.
С 1901 по 1909 год возглавлял лабораторию в Leprince & Siveke, где проводил исследования свойств жиров и масел.
В 1901 году Норманн узнал о Поль Сабатье из публикации статьи, в которой Сабатье заявил, что только с испаряющимися органическими соединениями можно связывать каталитический водород к жидким гудроновым маслам. Норманн исследовал и опроверг утверждение Сабатье. Он умел преобразовывать олеиновую кислоту в твердую стеариновую кислоту за счет использования каталитического гидрирования с дисперсным никелем. Это было предшественником отверждения насыщенных жиров.
27 февраля 1901 года Норманн изобрел то, что он назвал отверждением жира, то есть процессом производства насыщенных жиров. 14 августа 1902 года Императорское патентное ведомство Германии выдало патент 141 029 компании Leprince & Siveke, а 21 января 1903 года Норманн получил британский патент, ГБ 190301515 «Процесс преобразования ненасыщенных жирных кислот или их глицеридов в насыщенные соединения».
В период с 1905 по 1910 год Норманн построил предприятие по закалке жира в компании Herford. В 1908 году патент был куплен Джозеф Кросфилд & Sons Limited из Уоррингтона, Англия. С осени 1909 года на крупном заводе в Уоррингтоне успешно начали производить твердый жир. В первый год объём производства составил около 3 000 тонн. Когда Lever Brothers произвел конкурирующий процесс, Кросфилд подал на них в суд по поводу нарушения патентных прав, которое Кросфилд проиграл.
С 1911 по 1922 год Норманн был научным руководителем Ölwerke Germania (Нефтяной завод Germania) в Эммерих-на-Рейне, который был основан голландской компанией.
25 апреля 1920 года подал заявку на патент Германии 407180, Verfahren zur Herstellung von gemischten Glyceriden (Методика производства смешанных глицеридов), утвержденную 9 декабря 1924 года.
26 июня 1920 года фирма Oelwerke Germania и доктор Вильгельм Норманн подали заявку на патент Германии 417215, Verfahren zur Umesterung von Fettsaurestern. (Процедура переэтерификации жирных эфиров), утверждена 27 сентября 1925 года.
С 1924 по 1927 год Норманн был консультантом предприятий по закалке жира для иностранных компаний.
30 октября 1926 года Normann и Volkmar Haenig & Comp, Metallochemische Werk Rodlebe подали заявку на патент Германии 564894 на Elektrisch beheizter Etagenroester (Сложные эфиры с электрическим нагревом), утверждено 24 ноября 1932 года.
14 мая 1929 года он подал заявку на патент Германии 582266, Verfahren zur Darstellung von Estern (Порядок представления сложных эфиров), утвержденный 11 августа 1933 г.

## Награды
8 июня 1922 года: Присуждение медали Либиха.
Февраль 1939: Факультет естественных наук и сенат США присвоили ему звание почетного доктора естественных наук. Университет Мюнстера в Вестфалия.
1939: присвоено почетное членство в Deutsche Gesellschaft für Fettforschung (DGF; Немецкое общество исследований жиров), сегодня Deutsche Gesellschaft für Fettwissenschaft (Немецкое общество жировых наук), Мюнстер.
В память об изобретателе средства для отвердевания жира 15 мая 1940 года DGF подарило медаль Вильгельма Нормана. С 1940 года она вручается нерегулярно.
В честь Нормана был назван Вильгельм-Норманн-Беруфсколлег (Профессиональный колледж Вильгельма Нормана) в Херфорде.